# Cantone di Alzonne
Il Cantone di Alzonne era una divisione amministrativa dell'arrondissement di Carcassonne.
A seguito della riforma approvata con decreto del 21 febbraio 2014, che ha avuto attuazione dopo le elezioni dipartimentali del 2015, è stato soppresso.

## Composizione
Comprendeva i comuni di:
- Alzonne
- Aragon
- Caux-et-Sauzens
- Montolieu
- Moussoulens
- Pezens
- Raissac-sur-Lampy
- Sainte-Eulalie
- Saint-Martin-le-Vieil
- Ventenac-Cabardès
- Villesèquelande